# Bitwa pod Makowem
Bitwa pod Makowem – walki polskiej grupy ppłk. Jerzego Błeszyńskiego z sowiecką 4 Dywizją Strzelców Wasilija Sołoduchina w czasie II ofensywy Frontu Zachodniego Michaiła Tuchaczewskiego w okresie wojny polsko-bolszewickiej.

## Sytuacja ogólna
W pierwszej dekadzie lipca 1920 przełamany został front polski nad Autą, a wojska Frontu Północno-Wschodniego gen. Stanisława Szeptyckiego cofały się pod naporem ofensywy Michaiła Tuchaczewskiego.
Naczelne Dowództwo Wojska Polskiego nakazało powstrzymanie wojsk sowieckiego Frontu Zachodniego na linii dawnych okopów niemieckich z okresu I wojny światowej.
Sytuacja operacyjna, a szczególnie upadek Wilna i obejście pozycji polskich od północy, wymusiła dalszy odwrót wojsk polskich.
1 Armia gen. Gustawa Zygadłowicza cofała się nad Niemen, a 4 Armia nad Szczarę.
Obrona wojsk polskich na linii Niemna i Szczary również nie spełniła oczekiwań. W walce z przeciwnikiem oddziały polskie poniosły duże straty i zbyt wcześnie rozpoczęły wycofanie na linię Bugu.
Plan polskiego Naczelnego Dowództwa zakładał, że 1. i 4. Armia oraz Grupa Poleska powstrzymają bolszewików i umożliwią przygotowanie kontrofensywy z rejonu Brześcia. Rozstrzygającą operację na linii Bug, Ostrołęka, Omulew doradzał też gen. Maxime Weygand.
Utrata twierdzy brzeskiej spowodowała, że plan Naczelnego Dowództwa Wojska Polskiego uderzenia znad Bugu w skrzydło wojsk Frontu Zachodniego Michaiła Tuchaczewskiego i rozegrania tam decydującej bitwy przestał być realny. Wojska polskie cofały się nadal, a kolejną naturalną przeszkodą terenową dogodną do powstrzymania sowieckiej ofensywy była Wisła.

## Działania wojsk w rejonie Makowa
Na wschodnim brzegu Orzyca przedmoście Maków obsadziła, wycofująca się spod Ostrołęki, grupa ppłk. Jerzego Błeszyńskiego.
8 sierpnia ugrupowana była w sposób następujący: batalion morski na lewym skrzydle, I/4 pułku pomorskiego na prawym, a w Makowie stanął 205 pułk piechoty im. Jana Kilińskiego. Ponadto dowódca grupy dysponował dwoma samochodami pancernymi i szwadronem 108 pułku ułanów.
Na lewym skrzydle Grupy broniły się pododdziały grupy gen. Karnickiego, a na prawym grupy ppłk. Andrzeja Kopy.
9 sierpnia w południe artyleria sowieckiej 4 Dywizji Strzelców rozpoczęła artyleryjskie przygotowanie ataku.
Godzinę później od strony Jankowa i Obiecanowa ruszyło natarcie piechoty i kawalerzystów z 4 pułku kawalerii. Po trzech godzinach walki ppłk Błeszyński wydał rozkaz odwrotu, a sowiecka 4 DS przeszła do pościgu.
Wycofująca się na zachodni brzeg Orzyca bateria 17 pułku artylerii ciężkiej dostały się w krzyżowy ogień czerwonoarmistów. Dopiero kontratak III/205 pułku piechoty chwilowo zatrzymało przeciwnika i ocalił polskie armaty. Bateria przeprawiła się przez rzekę, zajęła stanowiska za mostem i otworzyła nadzwyczaj celny ogień. Dzięki wsparciu baterii, II i III batalion 205 pułku piechoty oderwały się od nieprzyjaciela i uniknęły rozbicia. Poniosły jednak duże straty w trakcie przechodzenia przez most.
Po opuszczeniu przedmościa Makowa grupa ppłk. Jerzego Błeszyńskiego otrzymała rozkaz przejścia w rejon Przewodowa.

## Bilans walk
Pod Makowem Polacy stracili około 300 poległych, rannych i zaginionych.